# Odruchy brzuszne
Odruchy brzuszne (inaczej odruchy brzuszne skórne) – odruchy powierzchniowe, wywoływane w trakcie badania neurologicznego i polegające na skurczu mięśnia prostego brzucha w odpowiedzi na drażnienie skóry brzucha od zewnątrz w kierunku linii pośrodkowej ciała. Wyróżniamy odruchy brzuszne górne, środkowe i dolne. Ośrodki rdzeniowe dla nich znajdują się odpowiednio na poziomach: Th8-Th9 (odruch brzuszny górny), Th10 (środkowy) i Th11-Th12 (dolny). Łuk odruchowy dla odruchów brzusznych przebiega początkowo w rdzeniu kręgowym, następnie domózgowo i z powrotem do rdzenia.
Osłabienie odruchów brzusznych jest elementem zespołu uszkodzenia drogi piramidowej i występuje w stwardnieniu rozsianym, ale także jednostronnie po stronie połowiczego niedowładu spastycznego np. w zawale mózgu.
Wzmożenie odruchów brzusznych występować może w pląsawicy, zaburzeniach nerwicowych.